# Hato-Seraquei
Hato-Seraquei (Hatu-Seraquei, Hato Seraq) ist eine osttimoresische Aldeia im Suco Nuno-Mogue (Verwaltungsamt Hatu-Builico, Gemeinde Ainaro). 2015 lebten in der Aldeia 247 Menschen.

## Geographie und Einrichtungen
Die Hato-Seraquei liegt im Südwesten von Nuno-Mogue. Nördlich befindet sich die Aldeia Tucaro und östlich die Aldeia Nuno-Mogue-Lau. Im Süden und Westen grenzt Hato-Seraquei an den Suco Manutaci (Verwaltungsamt Ainaro). Der Gourete, ein Nebenfluss des Belulik, folgt der Grenze zu Manutaci. Durch den Süden von Hato-Seraquei führt die Überlandstraße von Ainaro nach Dili. An ihr liegt das Dorf Nuno-Mogue.
Im Dorf befindet sich eine Grundschule.